# Волрад IV (Валдек-Айзенберг)
Волрад IV фон Валдек-Айзенберг (на немски: Wolrad IV von Waldeck-Eisenberg; * 7 юли 1588 в дворец Айзенберг в Корбах; † 6 октомври 1640 в Аролзен) е граф на Валдек и основател на новата линия Валдек-Айзенберг.
Той е вторият син на граф Йосиас I фон Валдек (1554 – 1588) и съпругата му Мария фон Барби-Мюлинген (1563 – 1619). Майка му се омъжва през 1592 г. за граф Георг III фон Ербах.
През 1625 г. Волрад наследява с брат си Кристиан графството Пирмонт. Чрез съпругата си той наследява през 1639 г. графството Куйленбург в днешна Нидерландия.
Волрад е приет в литературното общество „Fruchtbringende Gesellschaft“. Той умира през 1640 г. и е погребан в църквата Св. Килиан в Корбах.

## Фамилия
Волрад се жени на 8 септември 1607 г. в Дурлах за Анна фон Баден-Дурлах (* 13 юни 1587, † 11 март 1649), дъщеря на маркграф Якоб III фон Баден-Хахберг, с която има десет деца: 
- Мария Елизабет (* 2 септември 1608, † 19 февруари 1643), омъжена на 21 януари 1634 г. за маркграф Фридрих V фон Баден-Дурлах
- Йосиас-Флорент (1612 – 1613)
- Филип Дитрих (1614 – 1645), граф на Валдек-Айзенберг
- Йохан Лудвиг (1616 – 1678)
- Георг Фридрих (1620 – 1692), първият княз на Валдек
- Якоб (1621 – 1645)
- Кристиан (* 1623)
- Анне Юлиана (* 1624)
- Волрад V (1625 – 1657), генералмайор
- Шарлота (* 1629)